# Digitális nyomtatás
A digitális nyomtatás egy olyan nyomtatási technikát jelent, amivel a digitalis alapú képinformációt közvetlenül lehet rányomtatni különböző típusú nyomathordozókra.  Általában arra a szakszerű nyomtatásra vonatkozik, amivel kis példányszámú munkák nyomtatódnak közvetlenül a szerkesztőségi munka után, vagy más digitális forrásból száraz vagy folyékony toner technológiával vagy tintasugaras technológiával.  A digitális nyomtatás ívre osztott költsége nagyobb, mint a nagy példányszámban nyomtatott hagyományos offset technológia költsége, mégis előnyt élvez a kisebb példányszámok esetén a gyorsaság, az offsethez képest jelentősen kisebb számú előkészítési műveletek miatt. Megteremti a lehetőségét a konkrét igényre való nyomtatásnak a rövid átfutási idő miatt, valamint lehetőség van a változó információk nyomtatására (egymásutáni íveken eltérő információk nyomtatása). A digitális nyomtatásnál beazonosítható az a törési pont (néhany ezer ív szintjén), amely példányszám alatt költséghatékonyabb, mint a hagyományos offset technológia.

## A folyamat

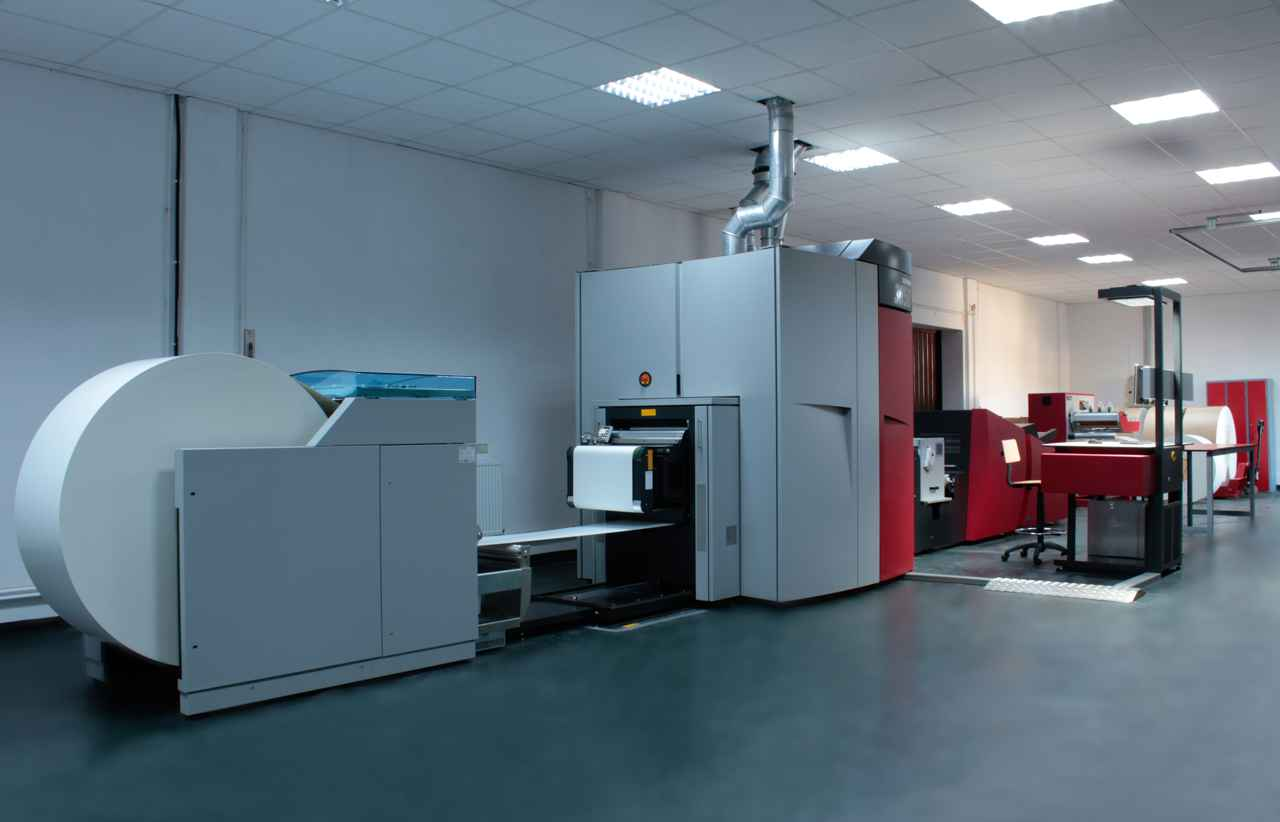
Xeikon digitális nyomdagép

A legnagyobb különbséget a digitális nyomtatás és a hagyományos nyomtatás között – litográfia, flexonyomtatás, mélynyomás és magasnyomás – az jelenti, hogy a digitális nyomtatáshoz nem szükséges a kicserélendő nyomóforma használata.  Minden hagyományos nyomtatási technikához szükséges egy nyomóforma, amellyel sokszorosítható a nyomtatandó kép. A száraz- és folyadéktoneres technológiáknál az elektrosztatikusan töltött festékrészecskék elektromos térben irányítódnak, hogy kialakítsák a nyomtatandó képet. Minden kidolgozott technológiának része egy olyan módszer, amivel a festékrészecskék megkötődnek a nyomathordozó felületén. Például a száraz toneres eljárás esetén a festékrészecskék műanyag alapúak, és miután elektrosztatikusan a nyomathordozóra vivődnek, ott hővel a felületre olvasztódnak.
A tintasugaras technológia esetén egy mátrix alakú, többnyire piezoelektromos elven működő befecskendező fej juttatja át a folyékony festéket a nyomathordozóra. A tervezett és megismételhető színek kinyomtatása jelenti az egyik legnagyobb kihívást.

## Alkalmazások
A digitális nyomtatás először az irodai formanyomtatványok és a kereskedelmi nyomtatványok területén hódított nagy teret. A dinamikussá vált üzleti világban a termékbemutató szórólapok többnyire digitálisan nyomtatódnak. Miután jelentős előrelépés történt a digitális nyomdagépek színmenedzsmentjének területén, a technológia egyre inkább behatolt és teret hódított a csomagolóanyagok gyártásának területén. Először a termékcímkézésre használt öntapadó- és más típusú címkék előállítására, majd később flexibilis csomagolóanyagok nyomtatására valamint a kartondobozok készítésére használták.  A digitális nyomtatás új korszakot nyitott a változó információk nyomtatásával, amivel a tömeglevelezésen keresztül testreszabott ajánlatokat vagy reklámokat juttatnak el az egyénekhez.

## Fordítás
- Ez a szócikk részben vagy egészben  a   Digital printing című angol Wikipédia-szócikk ezen változatának fordításán alapul.  Az eredeti cikk szerkesztőit annak laptörténete sorolja fel. Ez a jelzés csupán a megfogalmazás eredetét és a szerzői jogokat jelzi, nem szolgál a cikkben szereplő információk forrásmegjelöléseként.